# Derek Yee
Derek Yee Tung-sing (爾冬陞|s=尔冬升, Ěr Dōngshēng) és un cineasta i antic actor de Hong Kong.

## Primers anys
Yee va néixer Yee Tung-sing a Hong Kong el 28 de desembre de 1957, fill de Yee Kwong (爾光), n productor de cinema de Tientsin (Tianjin) i Hung Wei (紅薇), una actriu d'ètnia meitat manxú, meitat mongol. Els seus mig-germans grans Paul Chun i David Chiang així com la seva mitja germana gran Yim Wai també eren actors.

## Carrera
El 1977, Yee es va convertir en actor per a Shaw Brothers Studio a Hong Kong i va protagonitzar més de 40 pel·lícules produïdes per l'estudi.
Yee es va convertir en guionista i director de cinema. És conegut per la pel·lícula de 2004 One Nite in Mongkok, que va guanyar diversos premis. Les seves altres pel·lícules notables inclouen C'est la vie, mon chéri, Viva Erotica, The Truth About Jane and Sam i Protégé.
El 2017, Yee es va convertir en el president de l'Associació dels Premis de Cinema de Hong Kong.

## Filmografia

### Com a director i guionista
| Any  | Títol                        | Notes |
| ---- | ---------------------------- | --- |
| 1986 | The Lunatics                 | ominada – Premi del Cinema de Hong Kong al millor director |
| 1987 | People's Hero                | |
| 1989 | The Bachelor's Swan Song     | Nominada – Premi del Cinema de Hong Kong al millor guió |
| 1993 | C'est la vie, mon darling    | Guanyadora – Premi del Cinema de Hong Kong al millor director Guanyat – Premi del Cinema de Hong Kong al millor guió Nominada - Premi Cavall d'Or al millor director Nominada - Premi Cavall d'Or al millor guió original |
| 1995 | Full Throttle                | Guanyador – Premis de la Societat de Crítics de Cinema de Hong Kong al millor director Nominat – Premi del Cinema de Hong Kong al millor director Nominat - Premi del Cinema de Hong Kong al millor guió |
| 1996 | Viva Erotica                 | Nominada – Premi del Cinema de Hong Kong al millor director Nominada – Cavall d'Or al millor director Nominada – Os d'Or (Berlín) |
| 1999 | The Truth About Jane and Sam | |
| 2003 | Lost in Time                 | Nominada – Premi del Cinema de Hong Kong al millor director |
| 2004 | One Night in Mongkok         | Guanyadora – Premi del Cinema de Hong Kong al millor director Guanyadora – Premi del Cinema de Hong Kong al millor guió Guanyador– Premi Golden Bauhinia al millor Director Guanyador– Premis de la Societat de Crítics de Cinema de Hong Kong al millor director Nominada – Premi Cavall d'Or al millor director Nominada – Pewmi Golden Bauhinia al millor guió |
| 2005 | 2 Young                      | Nominada – Premi del Cinema de Hong Kong al millor director Nominada – Premi del Cinema de Hong Kong al millor guió |
| 2005 | Drink-Drank-Drunk            | |
| 2007 | Protégé                      | Nominada – Premi del Cinema de Hong Kong al millor director Nominada – Premi del Cinema de Hong Kong al millor guió Nominada – Premi Cavall d'Or al millor director Nominada – Premi Cavall d'Or al millor guió original |
| 2009 | Shinjuku Incident            | Nominada – Premi del Cinema de Hong Kong al millor director |
| 2010 | Triple Tap                   | |
| 2011 | The Great Magician           | |
| 2015 | I Am Somebody                | |
| 2016 | Sword Master                 | |
| 2022 | In Search of Lost Time       | |

### Com a actor
| Any  | Títol                                | Paper       | Premis                                                                  |
| ---- | ------------------------------------ | ----------- | ----------------------------------------------------------------------- |
| 1977 | Lady Exterminator                    |             |                                                                         |
| 1977 | Jade Tiger                           |             |                                                                         |
| 1977 | Death Duel                           |             |                                                                         |
| 1977 | The Sentimental Swordsman            |             |                                                                         |
| 1977 | Pursuit of Vengeance                 |             |                                                                         |
| 1978 | Interlude on Rails                   |             |                                                                         |
| 1978 | Heaven Sword and Dragon Sabre        | Zhang Wuji  |                                                                         |
| 1978 | Heaven Sword and Dragon Sabre II     | Zhang Wuji  |                                                                         |
| 1978 | Legend of the Bat                    |             |                                                                         |
| 1979 | Young Lovers                         |             |                                                                         |
| 1979 | Full Moon Scimitar                   |             |                                                                         |
| 1980 | Bat Without Wings                    |             |                                                                         |
| 1980 | Heroes Shed No Tears                 |             |                                                                         |
| 1981 | Return of the Sentimental Swordsman  |             |                                                                         |
| 1981 | The Battle for the Republic of China | Liu Fuji    |                                                                         |
| 1981 | Black Lizard                         |             |                                                                         |
| 1982 | Hell Has No Boundary                 |             |                                                                         |
| 1982 | Buddha's Palm                        |             |                                                                         |
| 1983 | Shaolin Prince                       |             |                                                                         |
| 1983 | Shaolin Intruders                    |             |                                                                         |
| 1983 | Descendant of the Sun                |             |                                                                         |
| 1983 | The Supreme Swordsman                |             |                                                                         |
| 1984 | The Hidden Power of Dragon Sabre     |             |                                                                         |
| 1984 | My Darling Genie                     |             |                                                                         |
| 1984 | Last Hero in China                   |             |                                                                         |
| 1985 | How To Choose A Royal Bride          |             |                                                                         |
| 1985 | Let's Make Laugh II                  |             |                                                                         |
| 1990 | Kawashima Yoshiko                    |             | Nominada – premi del Cinema de Hong Kong Film al millor actor secundari |
| 1992 | Empress Da Yu'er                     | Dorgon      |                                                                         |
| 1994 | The True Hero                        |             |                                                                         |
| 1994 | Master of Zen                        | Bodhidharma |                                                                         |
| 2007 | Protégé                              |             |                                                                         |